# Station Monéteau-Gurgy
Station Monéteau-Gurgy is een spoorwegstation in de Franse gemeente Monéteau.